# Le Géant à la cour de Kublai Khan
Pour plus de détails, voir Fiche technique et Distribution.
Le Géant à la cour de Kublai Khan (titre original : Maciste alla corte del Gran Khan) est un film d'aventure exotique franco-italien réalisé par Riccardo Freda, sorti en 1961.

## Synopsis
Maciste, redresseur de torts à la force herculéenne, bravera les forces militaires du redoutable empereur Kublai Khan pour venir au secours du peuple chinois, réduit en esclavage.

## Fiche technique
- Titre : Le Géant à la cour de Kublai Khan
- Titre original : Maciste alla corte del Gran Khan
- Titre anglais : Samson and the Seven Miracles of the World
- Réalisation : Riccardo Freda
- Scénario : Oreste Biancoli et Duccio Tessari d'après une histoire de Oreste Biancoli
- Scénario (version américaine) : George Gonneau et Lee Kresel
- Version française : Les films J.willemetz
- Dialogues français :  Georges Reville
- Images: Riccardo Pallottini
- Montage : Ornella Micheli
- Musique : Les Baxter (version américaine) et Carlo Innocenzi
- Direction artistique : Piero Filippone
- Décorateur de plateau : Ennio Michettoni et Athos Danilo Zanetti
- Costumes : Massimo Bolongaro
- Producteurs : Salvatore Billitteri (version américaine), Luigi Carpentieri et Ermanno Donati
- Société de production : Panda Film, Gallus Films et American International Pictures
- Pays : Italie/France
- Langue : Italien
- Genre : film d'aventure
- Format : Couleur (Eastmancolor) - 35 mm - 2,35:1 - Son : mono
- Durée : 95 minutes
- Dates de sortie :
  - États-Unis :31 octobre 1961
  - France : 15 mars 1963

## Distribution
- Gordon Scott  (V.F : Jean-Pierre Duclos) : Le géant (vo: Maciste) / Samson (version américaine)
- Yoko Tani  (V.F : Martine Sarcey) : Princesse Lei-ling
- Hélène Chanel  (VF : Michèle Montel) : Kiutai
- Dante Di Paolo  (V.F : René Arrieu) : Bayan
- Gabriele Antonini (V.F : Dominique Paturel) : Chou
- Leonardo Severini  (V.F : Georges Aminel) : Koublai khan
- Valéry Inkijinoff  (V.F : lui-même) : Tao le Grand Prêtre
- Franco Ressel  (VF : Raymond Loyer) : Pillard du khan
- Ely Yeh  (VF : Paul-Émile Deiber) : L’empereur Wung
- Luong-Ham Chan : Le grand prêtre bouddhiste
- Chu Lai Chit : Prince Tai Sung
- Sergio Ukmar
- Tonino Cianci
- Giacomo Tchang : vieux prêtre
- Narration : Jacques Beauchey
- Avec les voix françaises de Jacques Deschamps : un chinois, Henri Djanik : Wang le tavernier, Jacques Beauchey : un garde, Paul Ville : l’hermite, Claude Bertrand : l’ivrogne dans la taverne

## Commentaire
Après Maciste contre le fantôme, sorti la même année, c'est la seconde fois que l'acteur culturiste américain Gordon Scott interprète Maciste (« Samson » dans sa version américaine). Contrairement à ses homologues Hercule ou Ursus, cantonnés aux époques antiques, Maciste traversa les siècles et voyagea dans le monde entier au fil des productions italiennes des années 1960, lui permettant notamment d'affronter la grande inquisition, dans Maciste en enfer (1962) ou, comme ici, le tyran Kublai Khan.

## Autour du film
- Le film se monta pour rentabiliser les somptueux décors laissés par la superproduction Marco Polo, tournée juste avant par Piero Pierotti et Hugo Fregonese, et dont la distribution comptait déjà Yoko Tani.
- Rebaptisé Samson and the Seven Miracles of the World, le film fut distribué aux États-Unis par l'American International, qui n'hésita pas à ramener sa durée à 75 minutes tout en en modifiant la bande musicale. Cette version tronquée est en outre tombée prématurément dans le domaine public sur le territoire américain.